# Claudius Mauritius von Gagern

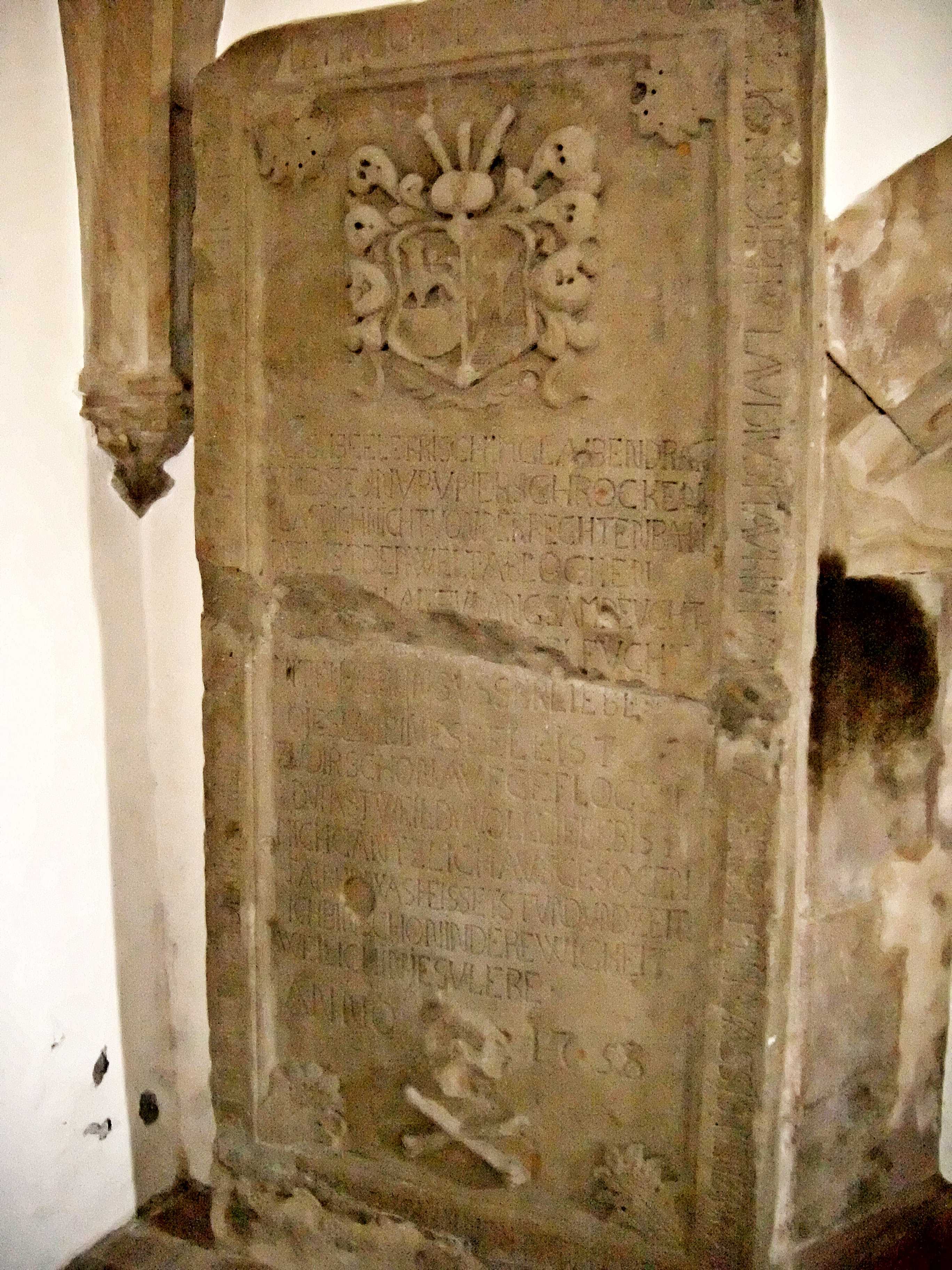
Epitaph Claudius Mauritius von Gagern in der Protestantischen Kirche Morschheim

Claudius Mauritius von Gagern (* 16. April 1696; † 26. März 1758 vermutlich in Morschheim) war ein Freiherr, Inhaber der Herrschaft Morschheim in der Pfalz, sowie Begründer der süddeutschen Linie seiner Familie.

## Herkunft und Familie
Er entstammte dem damals noch recht unbedeutenden norddeutschen Adelsgeschlecht von Gagern, das seinen Ursprung auf der Insel Rügen, im heutigen Mecklenburg-Vorpommern hat. Seine Eltern waren Woldemar Moritz von Gagern (1655–1702) und dessen Gattin Anna geb. de Saint Pol. Der Vater stand als Offizier in venezianischen Diensten und heiratete als Generalquartiermeister die Tochter seines Vorgesetzten, des aus Lothringen stammenden Generals en chef Graf Claude de Saint Pol. Nach dessen Tod trat er in die Armee des Markgrafen Ludwig von Baden-Baden (genannt Türkenlouis) ein, kämpfte im Spanischen Erbfolgekrieg und fiel 1702 in der Schlacht bei Hüningen, gegen die Franzosen.

## Leben

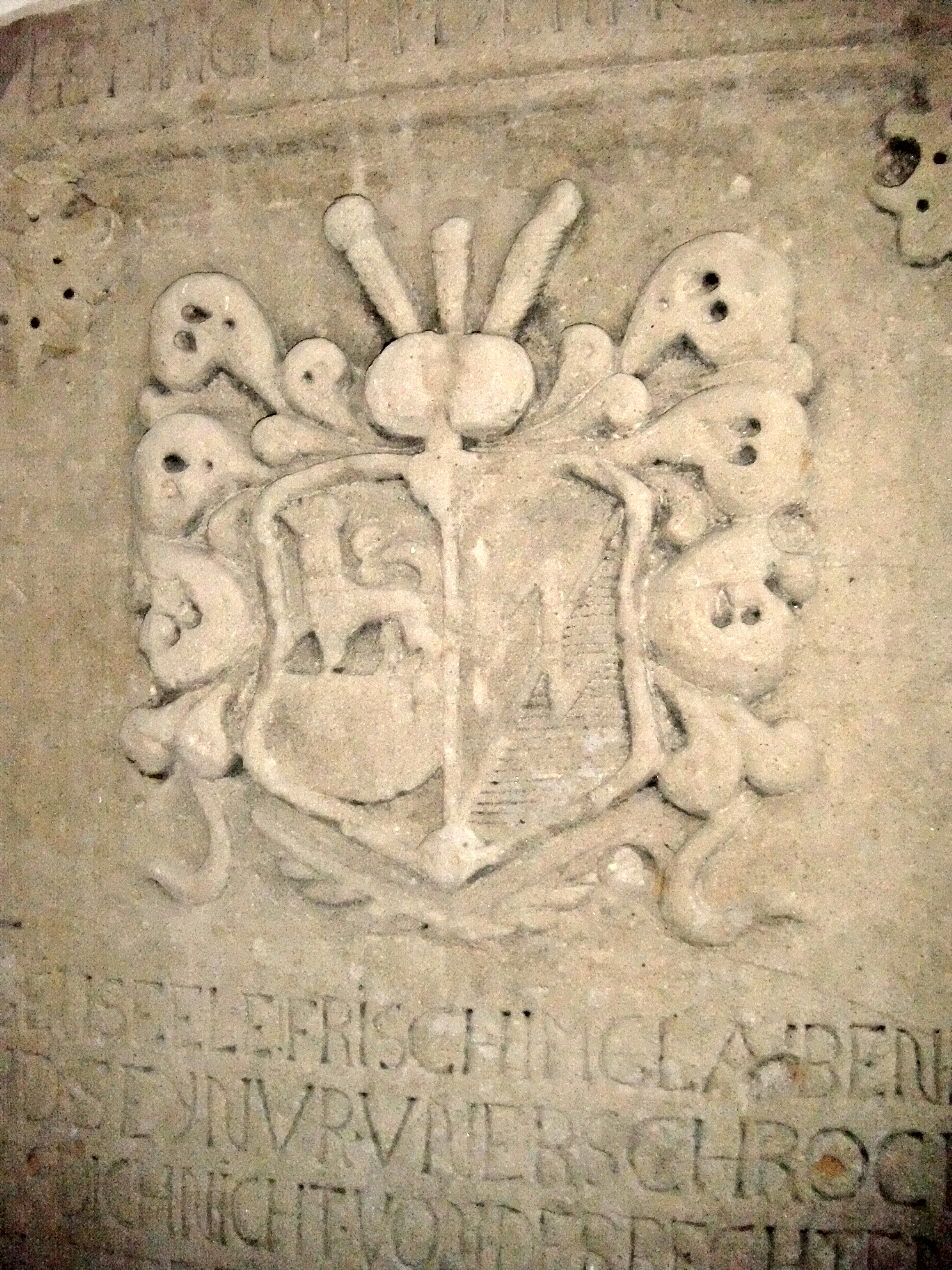
Allianzwappen auf dem Epitaph: Gagern (vom Beschauer rechts) und Steinkallenfels

Claudius Mauritius von Gagern ehelichte am 15. Mai 1713 – mit nur 17 Jahren – die wesentlich ältere Maria Jacobea von Steinkallenfels (1683–1722), Erbtochter des Alzeyer Burglehens Morschheim. Nach ihrem Tod verlieh ihm Kurfürst Karl Philipp 1737 dieses Erbburglehen, zu dem auch ein Gut in Laumersheim gehörte. Beide Besitze waren reichsunmittelbar, die Herrschaft Morschheim zudem ein Rittersitz. Dadurch gehörte von Gagern nunmehr zur Reichsritterschaft des Kantons Oberrhein, im Rheinischen Ritterkreis und übernahm bald auch die Funktion eines Ritterrates. Schließlich avancierte er zum Reichsfreiherrn.
Schloss Morschheim scheint sich in einem desolaten Zustand befunden zu haben. 1752 ließ Gagern Reparaturarbeiten am Schlossgebäude und dem benachbarten Viehhof vornehmen. Hierbei schrieb er in einem Bericht, Wohnhaus und Viehhof seien ruiniert, das Mauerwerk unbrauchbar, weshalb sie jetzt aus dem Fundament heraus neu aufgeführt würden. Das Schloss ist heute nicht mehr existent.
Claudius Mauritius von Gagern wurde zum Begründer der berühmten pfälzer bzw. hessischen Linie seines Geschlechtes. Alle bekannten Namensträger seiner Familie gehen auf ihn zurück, so u. a. die Diplomaten Hans Christoph Ernst von Gagern (1766–1852) und Maximilian von Gagern (1810–1889), der Präsident der Frankfurter Nationalversammlung Heinrich von Gagern (1799–1880), der General Friedrich von Gagern (1794–1848), sowie der katholische Priester Ernst von Gagern (1807–1865). Sie alle sind Nachkommen von Claudius Mauritius’ ältestem Sohn Johann Friedrich von Gagern. Der jüngere Sohn Carl Friedrich Adolph von Gagern (1717–1786), holländischer Generalmajor, blieb kinderlos.
Claudius Mauritius von Gagern starb 1758, vermutlich in Morschheim und wurde in der Familiengruft der dortigen Protestantischen Kirche beigesetzt. Im Chor dieser Kirche steht sein Epitaph, mit dem Allianzwappen Gagern und Steinkallenfels, heute auf der nördlichen Seite der Ostwand. Sein Enkel Karl Christoph Gottlieb von Gagern (1743–1825), letzter pfalz-zweibrücker Obersthofmeister, wuchs bei ihm in Morschheim auf.